# Liguilla Pre-Libertadores 2014 (Chile)
La Liguilla Pre-Libertadores 2014 fue la 28.ª edición de la Liguilla Pre-Libertadores, mini competición de fútbol profesional de Chile que sirve como clasificatoria para la Copa Libertadores de América.
Su organización estuvo a cargo de la ANFP y contó con la participación de cuatro equipos. La competición se disputó bajo el sistema de eliminación directa, en dos ruedas.
El equipo que resultara campeón de este «mini torneo» clasificaría directamente a la Copa Libertadores 2015 en su fase previa, donde enfrentaría a Nacional de Uruguay, mientras que el equipo perdedor de la final ganaba un cupo para la Copa Sudamericana 2015, en la misma fase.
El torneo comenzó el miércoles 10 de diciembre, con el partido entre Unión Española y Santiago Wanderers y más tarde entre Huachipato y Palestino.
La competencia fue ganada por Palestino, quien superó a Santiago Wanderers en la final de esta por un marcador global de 9-2, y selló su cupo para la Copa Libertadores 2015, mientras que Santiago Wanderers consiguió un cupo para la Copa Sudamericana del mismo año. Los árabes consiguieron su tercera liguilla.

## Desarrollo
Los equipos clasificados a la Liguilla, fueron los que terminaron en los puestos del segundo al sexto lugar, en el Torneo Apertura 2014.
Santiago Wanderers, Palestino, Huachipato y Unión Española, disputan la liguilla en formato de eliminación directa, en el cual los goles de visita, no serán válidos en ninguna de las dos fases. Colo-Colo, que finalizó el torneo en el tercer lugar, no jugará la liguilla, por estar previamente clasificado a la Copa Libertadores 2015, al ser campeón del Torneo Clausura 2014 y debido al reglamento, un equipo no puede participar en dos torneos el mismo año.

## Equipos participantes
| Equipo             | Vía de clasificación                   |
| ------------------ | -------------------------------------- |
| Santiago Wanderers | Segundo lugar del Torneo Apertura 2014 |
| Palestino          | Cuarto lugar del Torneo Apertura 2014  |
| Huachipato         | Quinto lugar del Torneo Apertura 2014  |
| Unión Española     | Sexto lugar del Torneo Apertura 2014   |

|  | Semifinales        | Semifinales        | Semifinales | Semifinales | Semifinales |   |                    | Final              | Final | Final | Final | Final |
|  |                    |                    |             |             |             |   |                    |                    |       |       |       |       |
|  | Palestino          | Palestino          | 3           | 3           | 6           |   |                    |                    |       |       |       |       |
|  | Huachipato         | Huachipato         | 1           | 0           | 1           |   |                    |                    |       |       |       |       |
|  |                    |                    |             |             |             |   | Santiago Wanderers | Santiago Wanderers | 1     | 1     | 2     |       |
|  |                    | Palestino          | Palestino   | 3           | 6           | 9 |                    |                    |       |       |       |       |
|  | Santiago Wanderers | Santiago Wanderers | 4           | 2           | 6           |   |                    |                    |       |       |       |       |
|  | Unión Española     | Unión Española     | 2           | 3           | 5           |   |                    |                    |       |       |       |       |

- Nota: En cada llave, el equipo ubicado en la primera línea es el que ejerce la localía en el partido de vuelta.

### Primera ronda
| 10 de diciembre de 2014, 21:15 | Huachipato  | 1:3 (0:2) | Palestino                                | CAP, Talcahuano                                          |                                                          |
|                                | Vilches 46' | Reporte   | 16' Silva · 45+2' Ramos · 90+3' Valencia | Asistencia: 3.728 espectadores Árbitro(s): Roberto Tobar | Asistencia: 3.728 espectadores Árbitro(s): Roberto Tobar |

| 14 de diciembre de 2014, 16:00 | Palestino                     | 3:0 (1:0) (Global 6:1) | Huachipato | Municipal, La Cisterna                                  |                                                         |
|                                | Márquez 20' · Lanaro 52', 67' | Reporte                |            | Asistencia: 2.343 espectadores Árbitro(s): Claudio Puga | Asistencia: 2.343 espectadores Árbitro(s): Claudio Puga |

| 10 de diciembre de 2014, 19:00 | Unión Española | 2:4 (1:1) | Santiago Wanderers                                   | Santa Laura, Independencia                              |                                                         |
|                                | Salom 4', 78'  | Reporte   | 24' Fernández · 51' Gutiérrez · 60' Medel · 81' Luna | Asistencia: 3.304 espectadores Árbitro(s): Carlos Ulloa | Asistencia: 3.304 espectadores Árbitro(s): Carlos Ulloa |

| 14 de diciembre de 2014, 18:30 | Santiago Wanderers                | 2:3 (1:1) (Global 5:6) | Unión Española                                    | Elías Figueroa, Valparaíso                                 |                                                            |
|                                | Gutiérrez 45+2' · Luna 51' (pen.) | Reporte                | 16' Currimilla · 82' (a.g.) Barriga · 90+2' Salom | Asistencia: 11.023 espectadores Árbitro(s): Julio Bascuñán | Asistencia: 11.023 espectadores Árbitro(s): Julio Bascuñán |

### Ronda final
| 17 de diciembre de 2014, 16:30 | Palestino                          | 3:1 (2:0) | Santiago Wanderers | Municipal, La Cisterna                                  |                                                         |
|                                | Valencia 16', 68' · Valenzuela 33' | Reporte   | 87' Prieto         | Asistencia: 1.575 espectadores Árbitro(s): Jorge Osorio | Asistencia: 1.575 espectadores Árbitro(s): Jorge Osorio |

| 21 de diciembre de 2014, 18:30 | Santiago Wanderers | 1:6 (1:3) (Global 2:9) | Palestino                                                               | Elías Figueroa, Valparaíso                              |                                                         |
|                                | Fernández 25'      | Reporte                | 5' Contreras · 6' Riquelme · 45' Ramos · 49' Lanaro · 59', 71' Valencia | Asistencia: 9.436 espectadores Árbitro(s): Carlos Ulloa | Asistencia: 9.436 espectadores Árbitro(s): Carlos Ulloa |

Clasificados
| (Ganador Final Liguilla) Palestino Clasificado a Copa Libertadores 2015 como «Chile 3» | (Perdedor Final Liguilla) Santiago Wanderers Clasificado a Copa Sudamericana 2015 como «Chile 4» |

## Ganador
| Bandera de Chile                                     |
| Palestino                                            |
| Clasificado a la Copa Libertadores 2015 como Chile 3 |